# Últimos momentos de Fernando IV el Emplazado
Últimos momentos de Fernando IV el Emplazado o Los Carvajales. Óleo sobre lienzo pintado por José Casado del Alisal en 1860 que recrea los legendarios últimos momentos del rey Fernando IV de Castilla, que falleció en la ciudad de Jaén el día 7 de septiembre de 1312. Casado del Alisal ganó una medalla de primera clase con esta obra en la Exposición Nacional de Bellas Artes de España de 1860, y ese mismo año el lienzo fue adquirido por el Estado español.
El lienzo pertenece a la colección del Museo del Prado, aunque está depositado y se expone en el Palacio del Senado de España desde 1881, y un boceto del cuadro, realizado por Casado del Alisal, se conserva en la Diputación Provincial de Palencia. Previo al boceto de la Diputación Provincial de Palencia existe un primer bosquejo expuesto en el Museo del Prado debido a la reordenación de las salas de pintura del Siglo XIX ocurrida en 2021, gracias a la herencia del historiador y conservador del museo Juan José Luna Fernández, fallecido en 2020.

## Historia del cuadro
El cuadro fue presentado por Casado del Alisal en la Exposición Nacional de Bellas Artes de España de 1860 junto con otras dos obras suyas tituladas Un prisionero y Semíramis en el Infierno del Dante, y galardonado con una de las cinco medallas de primera clase que se concedieron en dicha exposición. Y ese mismo año el cuadro fue adquirido por el Estado español por la cantidad de 45.000 reales (11.250 pesetas), mediante Real Orden de 20 de diciembre de 1860, y fue destinado al Museo del Prado, siendo muy elogiado por la crítica del momento.
En 1862 el cuadro fue llevado a la Exposición Universal de Londres de 1862 y devuelto a España a principios de 1863. Conviene señalar que ese mismo año, Antonio Gisbert pintó, por encargo del gobierno e inspirándose en las Cortes de Valladolid de 1295, un lienzo titulado María de Molina presenta a su hijo Fernando IV en las Cortes de Valladolid de 1295, por el que fue recompensado, siendo nombrado comendador de número de la Orden de Isabel la Católica mediante Real Orden de 13 de noviembre de 1863. Y Salvador Martínez Cubells pintó en 1867, basándose en la leyenda de los hermanos Carvajal, un lienzo titulado La muerte de los Carvajales.
En 1876, varios años después, el lienzo de los Últimos momentos de Fernando IV el Emplazado fue exhibido en una exposición organizada en la Galería de Bellas Artes de Filadelfia, y en 1881 el cuadro fue cedido por el Museo del Prado, en calidad de depósito, al Senado de España, por Real Orden de 8 de enero de 1881, y desde entonces se conserva y se expone en el Palacio del Senado de España. Además, el cuadro fue expuesto en 1892 en la sección de Historia de la Pintura de la Exposición Nacional de Bellas Artes de España, junto con otros lienzos de tema histórico realizados por Antonio Gisbert, Eduardo Cano o Francisco Pradilla, entre otros.
Esta obra fue reproducida en grabado por El Museo Universal en 1860, por El Museo Literario en 1865 y por La Ilustración de España en 1886.

## Contexto histórico de la obra

### El reinado  y la muerte de Fernando IV de Castilla

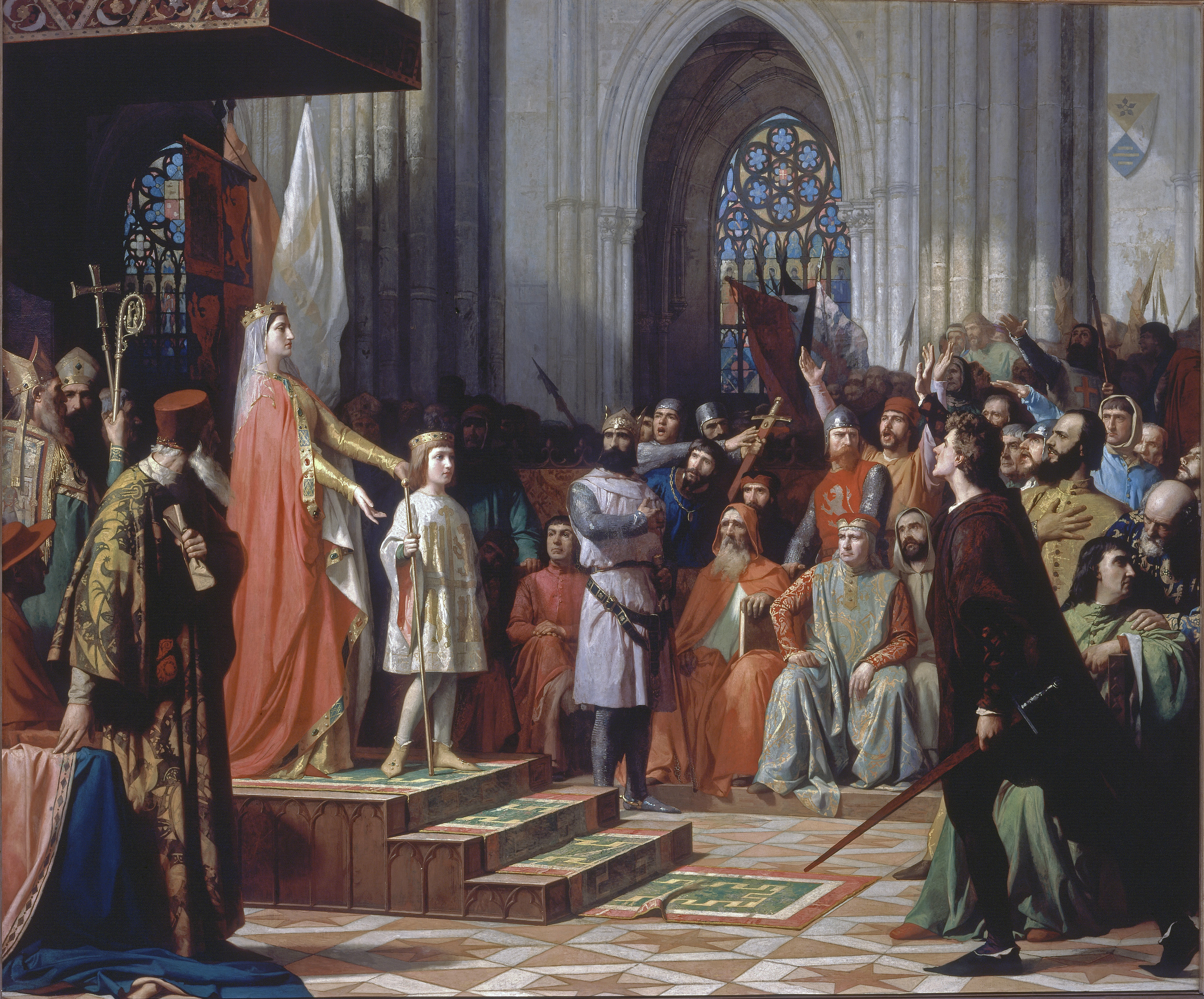
María de Molina presenta a su hijo Fernando IV en las Cortes de Valladolid de 1295. Óleo sobre lienzo de Antonio Gisbert. 1863. (Congreso de los Diputados de España).

Fernando IV heredó el trono de Castilla a la muerte de su padre, Sancho IV, ocurrida en 1295, y cuando subió al trono tenía nueve años de edad, por lo que durante su minoría de edad, su crianza y la custodia de su persona fueron encomendadas a su madre, la reina María de Molina, mientras que su tutoría fue confiada al infante Enrique de Castilla el Senador, hijo de Fernando III de Castilla, según lo establecido en las Cortes de Valladolid de 1295.
Durante la minoría de edad de Fernando IV y también durante el resto de su reinado, su madre procuró aplacar a la nobleza, se enfrentó a los enemigos de su hijo, e impidió en varias ocasiones que Fernando IV fuese destronado. Durante su reinado, este hubo de enfrentarse a la insubordinación de la nobleza, capitaneada en numerosas ocasiones por su tío, el infante Juan y por Juan Núñez II de Lara, señor de la casa de Lara, que fueron apoyados en algunas ocasiones por el magnate Don Juan Manuel, nieto de Fernando III. Y al igual que sus predecesores en el trono, Fernando IV prosiguió la empresa de la Reconquista y, aunque fracasó en su intento de conquistar Algeciras en 1309, sí consiguió tomar Gibraltar en ese mismo año, y en 1312 el municipio jienense de Alcaudete. Y durante las Cortes de Valladolid de 1312, celebradas en el año de su muerte, el rey impulsó la reforma de la administración de Justicia y la de todos los ámbitos de la administración, al tiempo que intentaba reforzar la autoridad de la Corona en detrimento de la autoridad nobiliaria.

Fernando IV falleció el día 7 de septiembre de 1312 en Jaén sin que nadie le viera morir, y la historia y la leyenda se han entrelazado indisolublemente en lo concerniente a la defunción del monarca, que recibió a su muerte el sobrenombre de el Emplazado a causa de las circunstancias misteriosas en que se produjo la misma. Las crónicas de la época señalan que, estando el rey en Palencia, fue informado de la muerte del caballero Juan de Benavides, que era su privado y había sido asesinado por dos hombres, y la autoría del crimen fue atribuida a los hermanos Carvajal, que se llamaban Pedro y Juan y eran caballeros de la Orden de Calatrava. Y en agosto de 1312, después de haber estado en Jaén, el rey se dirigió a la localidad jienense de Martos y, hallándose allí, condenó a muerte a ambos hermanos, quienes, según la leyenda, pues ello no figura en las crónicas de la época, fueron condenados a ser introducidos en una jaula de hierro con púas afiladas en su interior y, posteriormente, a ser arrojados desde la cumbre de la Peña de Martos, y la sentencia contra ambos se cumplió el día 7 de agosto de 1312, según consta en la Gran Crónica de Alfonso XI.

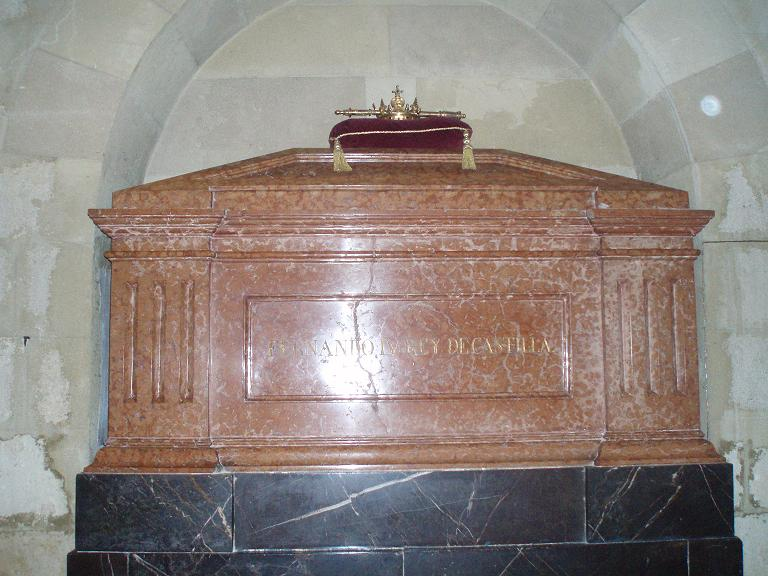
Sepulcro de Fernando IV de Castilla en la iglesia de San Hipólito de Córdoba.

Según consta en la Crónica de Fernando IV, en la Crónica de Alfonso XI, y en la Gran Crónica de Alfonso XI, los hermanos Carvajal, antes de ser ejecutados, emplazaron al rey Fernando IV a comparecer ante Dios en el plazo de treinta días por la muerte injusta que el monarca ordenaba darles, y el rey falleció un mes después, el día 7 de septiembre de 1312, en que se cumplía el plazo impuesto por ambos hermanos. Y la Crónica de Fernando IV, escrita alrededor de 1340, casi treinta años después de la defunción del rey, describe así la muerte de dicho monarca, y la de los hermanos Carvajal, en el capítulo XVIII de la obra:

É el Rey salió de Jaen, é fuese á Martos, é estando y mandó matar dos cavalleros que andavan en su casa, que vinieran y á riepto que les fasían por la muerte de un cavallero que desían que mataron quando el Rey era en Palencia, saliendo de casa del Rey una noche, al qual desían Juan Alonso de Benavides. É estos cavalleros, quando los el Rey mandó matar, veyendo que los matavan con tuerto, dixeron que emplasavan al Rey que paresciesse ante Dios con ellos a juisio sobre esta muerte que él les mandava dar con tuerto, de aquel día en que ellos morían á treynta días. É ellos muertos, otro día fuese el Rey para la hueste de Alcaudete, e cada día esperava al infante Don Juan, segund lo havía puesto con él...É el Rey estando en está cerca de Alcaudete, tomóle una dolencia muy grande, e affincóle en tal manera, que non pudo y estar, e vínose para Jaen con la dolencia, e no se queriendo guardar, comía carne cada día, e bebía vino...E otro día jueves, siete días de setiembre, víspera de Sancta María, echóse el Rey a dormir, e un poco después de medio día falláronle muerto en la cama, en guisa que ninguno lo vieron morir. É este jueves se cumplieron los treynta días del emplazamiento de los cavalleros que mandó matar en Martos...

En el capítulo III de la Crónica de Alfonso XI, la muerte de Fernando IV es descrita de modo similar a como se describe en la Crónica de Fernando IV, y el historiador y arqueólogo palentino Francisco Simón y Nieto, por su parte, señaló en 1912 que la causa última de la muerte del rey pudo ser una trombosis coronaria, aunque no descartó que hubiera sido provocada por otras causas, como una hemorragia cerebral, edema agudo de pulmón, angina de pecho, infarto de miocardio, embolia, síncope, u otras.
Los restos mortales de Fernando IV reposan en la actualidad en la iglesia de San Hipólito de Córdoba, junto a los de su hijo y heredero, Alfonso XI de Castilla, que a la muerte de su padre contaba con un año de edad, y cuya minoría de edad estuvo caracterizada por la anarquía y un clima de auténtica «guerra civil», como señaló el historiador Manuel García Fernández.

## Descripción de la obra

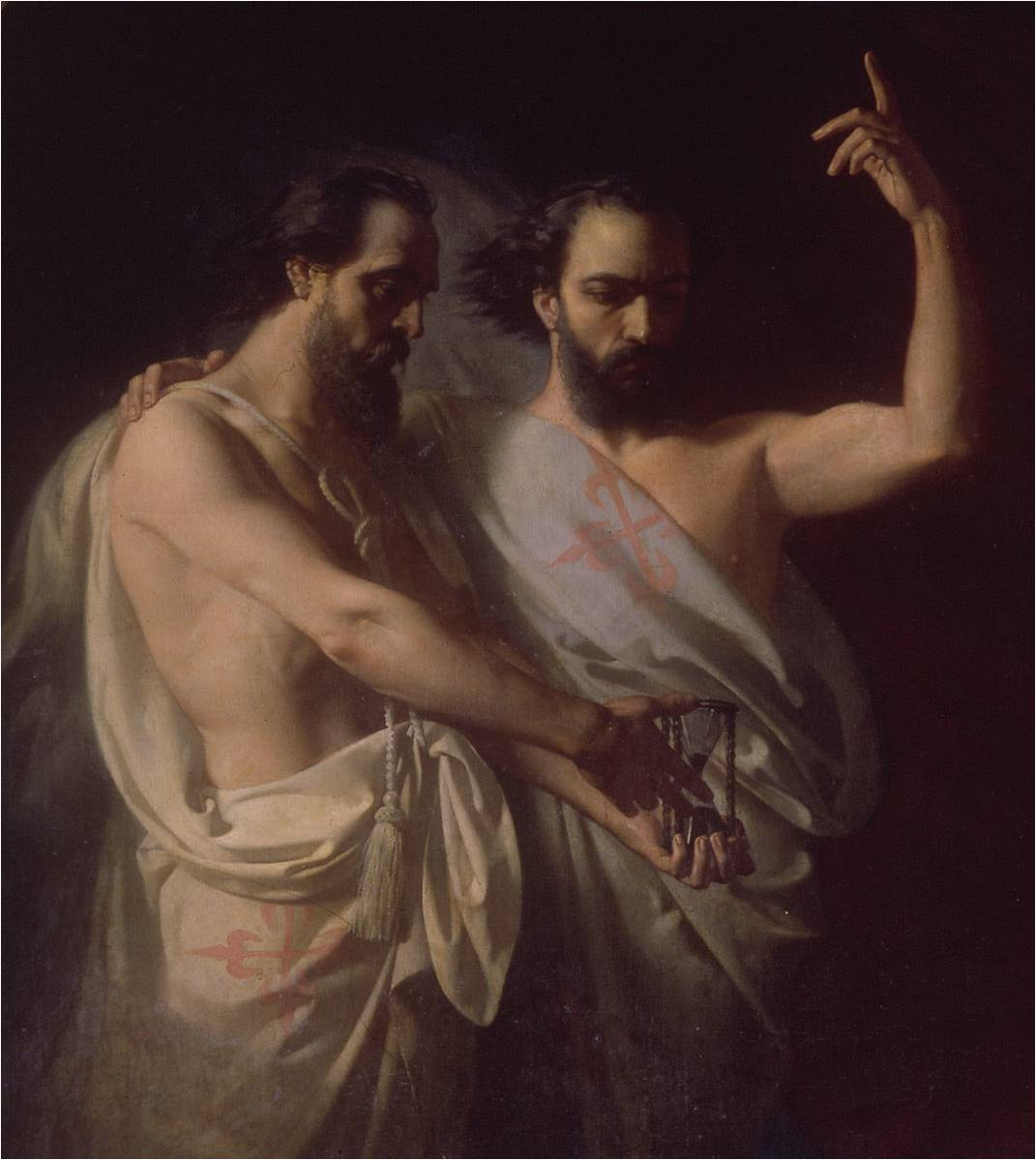
Detalle del cuadro. Los espíritus de los hermanos Carvajal.

El lienzo muestra la habitación en la que se retiró a dormir el rey Fernando IV, en la tarde del día 7 de septiembre de 1312, y en él aparecen representados el rey, recostado en su lecho, y los espíritus de los hermanos Carvajal, situados de pie ante el rey. Fernando IV, que tenía veintiséis años en el momento de su muerte, está recostado en un lecho de madera y aparece vestido con una túnica roja, que contrasta con el blanco de la almohada y de la sábana y también con el color amarillo de la colcha.
El monarca lleva puesto un cinturón del que cuelga su espada, adornada con el escudo del reino de Castilla y León, que está apoyada sobre el mueble que hay junto al lecho, y en dicho mueble, sobre el que está extendido un lienzo rojo, está colocada la corona del rey, quien aparece ligeramente incorporado y mostrando un gesto de angustia y sufrimiento que, como señalan diversos autores, presagia «un inminente desmayo».
Y ante el lecho donde reposa tumbado Fernando IV, aparecen representados los espíritus de los hermanos Carvajal, caballeros de la Orden de Calatrava, y ambos aparecen juntos vistiendo largas túnicas blancas que les cuelgan desde uno de los hombros y adornadas con las cruces de Calatrava. Uno de los hermanos mira al rey Fernando IV y, con su brazo extendido hacia arriba, señala al Cielo, indicando con ello al monarca que en breves momentos morirá y será juzgado por Dios, y el otro hermano mira también al rey y le muestra un reloj de arena que lleva en sus manos, indicando con ello al soberano que el plazo de treinta días que ambos hermanos le habían señalado para que compareciera ante Dios, estaba a punto de finalizar.
Aunque las crónicas de la época señalan que el rey Fernando IV se retiró a dormir, Casado del Alisal pintó al rey sin que éste se hubiera quitado su túnica roja, sus zapatos, o su cinturón, adornado con el escudo de Castilla y León, y ello demuestra, en opinión de diversos autores, que el rey está «vestido para morir», ya que, de otro modo, el impacto visual del cuadro hubiera sido mucho menor. Además, los pintores románticos elegían en numerosas ocasiones representar los últimos momentos de un personaje célebre, a fin de introducir con ello un «elemento trágico» que resaltase la biografía del personaje retratado.

## Análisis y críticas de la obra

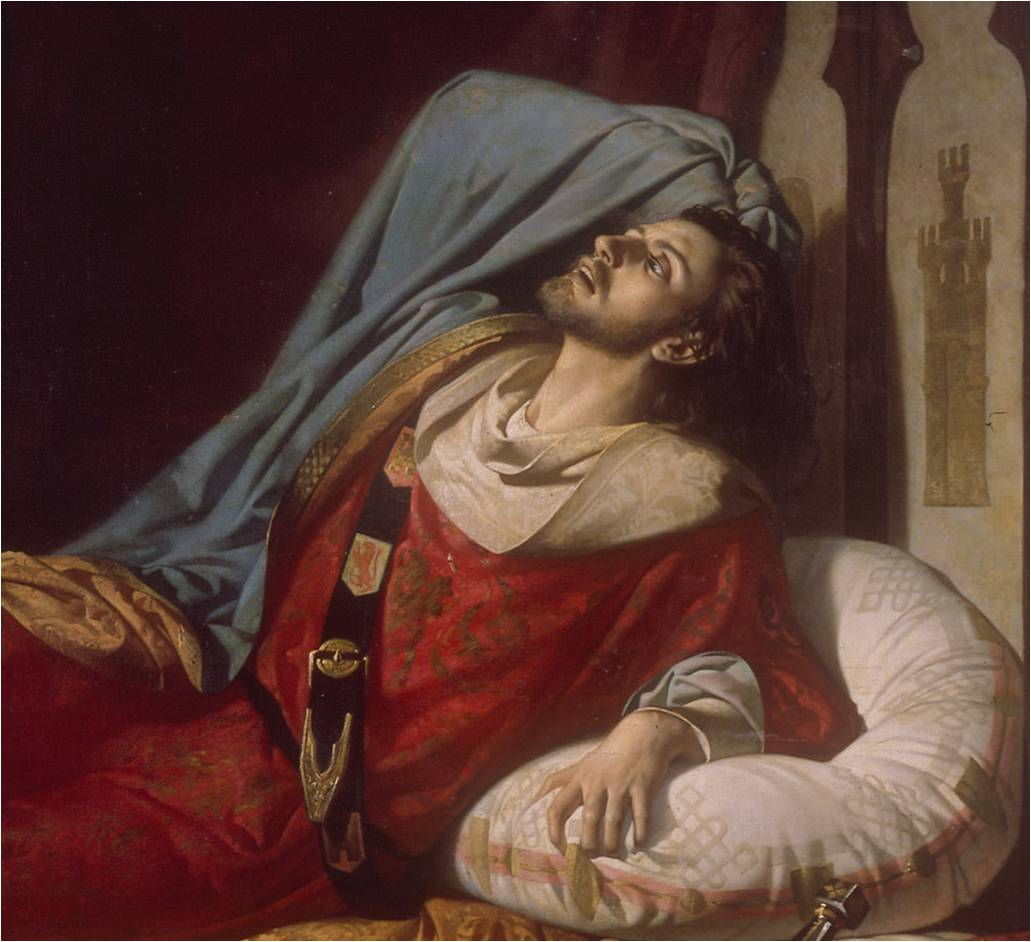
Detalle del cuadro. El rey Fernando IV en su lecho de muerte.

Esta obra fue el primer lienzo de tema histórico pintado por Casado del Alisal, que posteriormente destacó en ese ámbito. El lienzo es de composición sencilla y destacan los estudios anatómicos de los hermanos Carvajal, bien elaborados aunque retóricos y académicos «en exceso», en opinión de diversos críticos. Según Rosa Pérez Morandeira, el pintor Vicente Palmaroli, que fue compañero de estancia de Casado del Alisal en Roma, posó como modelo para representar a uno de los hermanos, y la imagen de Fernando IV fue criticada por ser excesivamente trágica, debido a la desencajada expresión de su rostro y por su mano izquierda agarrotada, y un comentarista de la época escribió el siguiente comentario:

La composición es sencilla y comprende admirablemente el asunto; los paños están perfectamente entendidos; lo está también el desnudo en los hermanos Carvajales y en cuanto a la expresión puede asegurarse que es severa, pero sin crueldad. No puede decirse otro tanto de la figura del rey don Fernando; éste no se revuelve en su lecho, sino en su tumba; tal es la expresión que dio el autor a aquel rostro; además, el color contribuye por su parte a dar más verdad a semejante creencia; pues si por el dibujo el monarca está muerto, por el color es un muerto de algún tiempo. Este defecto debió evitarlo el señor Casado, tanto más cuanto que todos lo ven, inteligentes y profanos del arte.

El lienzo de los Últimos momentos de Fernando IV el Emplazado ocasionó críticas dispares en su época. Algunos críticos alabaron las figuras de los hermanos Carvajal y también el colorido y la combinación cromática que revelan la influencia del pintor Federico de Madrazo, en lo que respecta a la vestimenta de Fernando IV y al lecho donde reposa el monarca, pero otros críticos lamentaron la trágica expresión del rostro del rey y la convulsa actitud del cuerpo del monarca.